# Kostel Panny Marie (Peramola)
Kostel Panny Marie, katalánsky Santa Maria de Castell-llebre, je románská stavba v obci Peramola. Roku 1904 přestala být farním kostelem.

## Popis
Kostel s jednou lodí má valenou klenbu vyztuženou oblouky. Je zakončen půlkruhovou apsidou, užší, než je loď a spojenou s ní lomeným obloukem. Apsida má dvě štěrbinová okna.
Hlavní vchod, který se nachází na jižním průčelí, se skládá z jednoho klenutého oblouku. K dispozici jsou dvoje dveře, druhé na západní straně. Zvonice je hranolová věž, která stojí na skále a má dvě dvojitá okna nad sebou.
Budova je postavena z malých bloků nepravidelné velikosti uspořádaných v pravidelných řadách.
Kostel má zřetelné dvě stavební fáze. První proběhla na konci 11. nebo počátkem 12. století. Z té doby pochází západní stěna, zvonice a část apsidy. Zbytek lze datovat do 13. století.
Je španělskou kulturní památkou lokálního významu.

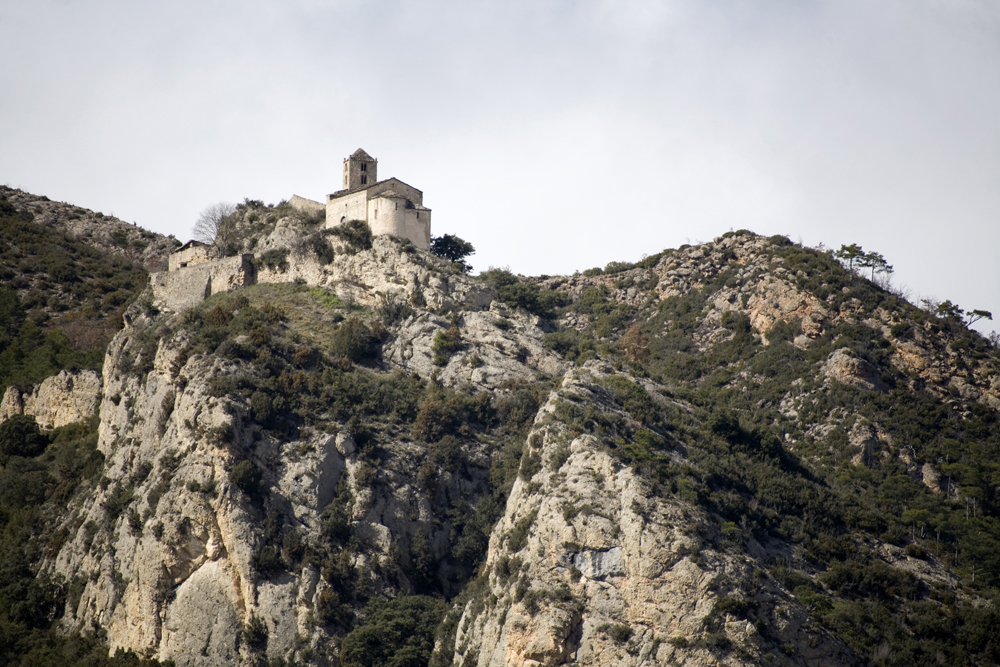
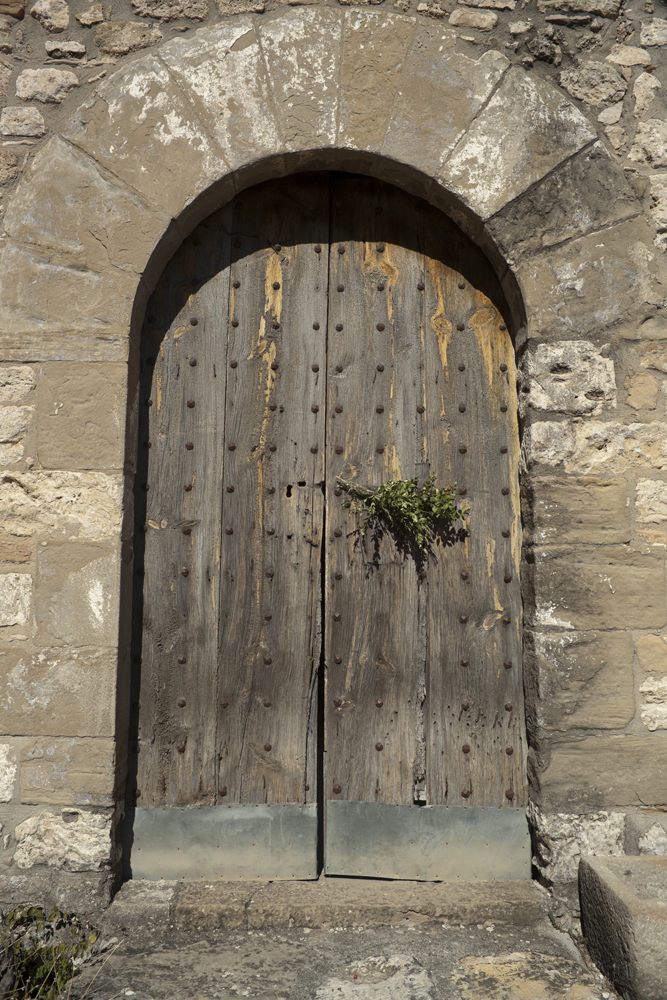